# Mi ex tenía razón
«Mi ex tenía razón» es una canción interpretada por la cantante colombiana Karol G. Fue lanzado el 11 de agosto de 2023 a través de Bichota Records e Interscope como el segundo sencillo del mixtape de Karol G, Mañana será bonito (Bichota Season).

## Antecedentes y lanzamiento
Karol G anunció el lanzamiento de su mixtape Mañana será bonito (Bichota Season) programado para el 11 de agosto de 2023, y se incluyó «Mi ex tenía razón» como la tercera pista.

## Música y letra
Musicalmente, «Mi ex tenía razón» es un ritmo de cumbia al estilo norteño y de música tex-mex que mezcla elementos del pop latino. Líricamente, la canción tiene letras que rinden homenaje a la fallecida cantante de cumbia y música tejana que disparó la fama en Estados Unidos, Selena Quintanilla.   La letra es romántica, con referencias pop, al utilizar una melodía que recuerda a las canciones «Si una vez» o «Como la flor».

## Video musical
El video musical fue lanzado el 11 de agosto de 2023. Representa a Karol G interpretando la canción con un micrófono junto a otras personas, una de ellas con breves apariciones de Feid, en un gran bote que flota en medio del lago.